# Евфросинья Мазовецкая
Евфросинья Мазовецкая (пол. Eufrozyna mazowiecka; 1292/1294 — 26 декабря 1326/1328) — княгиня Освенцимская, супруга князя Владислава I Освенцимского .

## Биография
Евфросинья была дочерью плоцкого князя Болеслава II Мазовецкого от второго брака с Кунгутой, дочерью короля Чехии Пржемысла Отакара II. Это был единственный случай, когда принцессу мазовецкой лиини Пястов назвали Евфросиньей.
Младшим братом Евфросиньи был князь Вацлав Плоцкий (ок. 1295-1336), её младшая сестра Берта стала монахиней. У Евфросиньи также были старшие сводные братья Земовит II Мазовецкий и Тройден I Черский и сводная сестра Анна, жена князя Владислава Легницкого.
Точная дата рождения Евфросинии неизвестна. Её родители поженились в 1291 году, так что она могла родиться не ранее 1292 года. Историк и  специалист по генеалогии Освальд Бальцер утверждал, что Евфросиния родилась в 1292 году. Эта теория была основана на том факте, что ей должно быть не менее 14 лет, когда она выйдет замуж в 1306 году (её сын Ян I родился между 1308 и 1310 годами).
Точная дата брака Евфросинии с Владиславом Освенцимским неизвестна, специалисты по генеалогии относят его к 1306 году. Годом ранее двоюродный брат Евфросиньи Вацлав III Чешский женился на сестре Владислава Виоле Елизавете Цешинской.
Муж Евфросиньи умер между 15 декабря 1321 года и 15 мая 1324 года. Она была регентом при своем малолетнем сыне Яне, унаследовавшем Освенцимское княжество, как минимум до 1325 года.
Датой её смерти указывается 26 декабря. Год её смерти является предметом дискуссий: возможно, она умерла вскоре после 1327 года, возможно, в 1328 году.
Евфросиния была похоронена в доминиканском монастыре в Кракове.

## Семья
В 1306 году Евфросинья Мазовецкая вышла замуж за князя Владислава I Освенцимского (1275/1280 — 1321/1324). Дети от этого брака:
- Ян I Схоластик (1308/1310-1372), князь освенцимский
- Анна (ум. 1354), жена воеводы семиградского Томаша Сеченьи (ум. 1354)
- Дочь, монахиня в Рацибуже.